# Втрати 93-ї окремої механізованої бригади
У статті описано обставини загибелі бійців 93-ї окремої механізованої бригади «Холодний Яр».

## Обставини втрат

### 2014
23 травня 2014 року у бою біля н.п. Золотий Колодязь загинув старший солдат Абросімов Андрій Вікторович.
4 липня 2014-го загинули під час нічної танкової атаки бойовиків на блокпост № 10, біля села Новоселівка Перша, старші солдати Заїка Олексій Григорович, Крилов Андрій Альфредович, Рущак Руслан Олександрович, Савенков Олександр Володимирович, Чабанов Дмитро Анатолійович і Шевченко Дмитро Іванович.
21 червня біля Добропілля загинув старший солдат Кравченко Андрій Анатолійович.
10 липня під час руху колони при зіткненні на блокпосту під Кураховим загинув старший солдат Ярославцев Василь Валентинович.
21 липня у бою за Піски загинув сержант Юденко Євгеній Анатолійович і старший солдат Варфоломєєв Володимир Олександрович.
24 липня 2014 року на блокпост зенітно-артилерійського взводу під Новолуганським здійснено напад, обстріл вівся з гранатометів. Тоді загинули троє вояків, серед них — старший солдат 93-ї бригади Ігор Берестенко, Олександр Григорович, солдат Олександр Караченцев.
Основа Олександр Володимирович, старший солдат, загинув 27 липня під Дебальцевим.
1 серпня від вибуху снаряда загинув старший солдат Толкін Володимир Миколайович. Від поранень помер сержант Янчук Володимир Степанович.
18 серпня під Іловайськом загинув капітан Лавошник Юрій Миколайович.
21 серпня загинув у бою за Іловайськ старший солдат Сергій Котовий — витягував пораненого товариша з поля бою під мінометним обстрілом російських терористів.
24 серпня загинув під Іловайськом солдат Ярослав Дрьомін. 25 серпня на блокпосту поблизу міста Ясинувата під час мінометного обстрілу російськими терористами загинув старший сержант Сергій Зуєнко. 27 серпня вояки бригади виїхали на БМП до блок-посту, між Горлівкою та Єнакієвим (Донецька область), звідки попросили про допомогу, були атаковані із трьох сторін. В бою з російськими терористами у старшого солдата Станіслава Осауленка заклинило гармату, потім у БТРа заглох мотор. Загинув, воюючи як піхотинець. 28 серпня під Новокатеринівкою загинули старший сержант 93-ї бригади Юрій Банас та Денис Марченко, у бензовозі загинув Олександр Чернов та ще 4 побратими, тоді ж загинув Володимир Вільковський.
29 серпня на перехресті доріг з села Побєда до Новокатеринівки поруч зі ставком поліг разом з значною частиною бійців 93-ї механізованої бригади, які станом на грудень 2016-го не ідентифіковані (2016-го ідентифікований Олександр Горобинський), солдат Віктор Цибенко, також солдати Герман Абашин, Роман Баранов, Андрій Денщиков, Олексій Древаль, Артем Каліберда, Сергій Калінін, Микола Кузьма, Дмитро Лобов, Микола Мордюк, Дмитро Назаренко, Ярослав Обидєнніков, Ременюк Сергій, Дмитро Сухомлин, Ігор Ткаченко, Сергій Ткачук, Віктор Ходак, Олег Хомчук, Михайло Швець, Микола Шумейко, старші солдати Дмитро Зранко, Олександр Куценов, Федір Романов, Олексій Сергєєв та Павло Ушаков, молодший сержант Ігор Троценко і сержанти Віталій Ільїн, Роман Савченко й Олег Яковлев, старший сержант Ігор Комаров, старшини Сергій Нещерет Степан Усс, лейтенант Олександр Графа, старший лейтенант Гавриіл Зелінський, майори Дмитро Денисов та Віктор Погорілий. Під селом Побєда лишився прикривати відхід підрозділу та загинув майор Олексій Борищак; тоді ж полягли солдат Віктор Ілляшенко й Роман Яковець. Десант 93-ї бригади на БМП № 132 — разом з автомобілями батальйону «Донбас» в'їхали на околицю Червоносільського, де по ньому терористами випущено 3 ПТУРи. Два не поцілило, третій влучив у БМП. Солдата Віктора Ходака важко поранило, через деякий час він помер у будинку — загорілася будівля від потрапляння снаряду. У БМП тоді ж загинули солдати Олексій Баланчук та Євген Петров. У правий бік ЗІЛа батальйону «Донбас» влучив снаряд із ПТРК «Фагот», ще один потрапив у двигун. Загинули Утьос, Варг, Череп та Арсенал. Від поранень у Червоносільському помер солдат 93-ї бригади Сергій Ясногор; полягли Роман Діллер, Юрій Дудка, Василь Логвиненко, Олег Лотоцький, Микола Прохоров. Біля Многопілля при виході з Іловайська загинули солдати Руслан Дубовик, Антон Кирилов. В Іловайську поліг солдат Ярослав Сінько.
31 серпня помер від больового шоку — усі внутрішні органи розірвані — старший сержант Олександр Задніпряний. Того ж дня в полоні застрелений старший сержант Сидоренко Сергій Іванович.
13 вересня загинув старший солдат Шевченко Олександр Вікторович.
26 вересня 2014-го під Карлівкою зазнав смертельного поранення молодший сержант 93-ї бригади Роман Євдокімов.
16 жовтня 2014-го вояки 93-ї бригади знаходилися в будиночку неподалік селища Верхньоторецьке, коли почався обстріл «градами». Сержант Олег Костріченко загинув під час бою від кулі снайпера — допомагав витягати з-під обстрілу пораненого побратима. Того ж дня бійці 93-ї бригади потрапили у засідку під час розвідки на бойовому завданні поблизу села Михайлівка — входить до складу Горлівки. Старший лейтенант Андрій Бернацький, прикриваючи товаришів, загинув від кулі снайпера — влучила у серце між пластинами бронежилету. 19 жовтня при виконанні бойового завдання під Авдіївкою загинув старший сержант 93-ї бригади Ткаченко Андрій Валерійович.
Вранці 12 листопада 2014-го від розриву міни під час обстрілу біля Опитного загинув солдат 93-ї бригади Богдан Муштук.
27 листопада 2014-го в бою біля Донецького аеропорту від численних поранень загинув Сафін Олексій Павлович.
27(29) листопада 2014-го під час боїв за Донецький аеропорт загинув Нетребко Олег Володимирович.
3 грудня під Донецьким аеропортом загинув солдат Олександр Моргун-Білявський. 4 грудня від отриманих раніше поранень помер солдат Боровик Юрій Володимирович.
5 грудня 2014-го внаслідок обстрілу поблизу селища Піски Ясинуватського району загинули майор Сергій Рибченко, молодший сержант Андрій Михайленко, старший солдат Роман Нітченко, солдати Євген Капітоненко, Сергій Шилов та Володимир Жеребцов.

### 2015
17 січня 2015 — загинув лейтенант армії Грузії, доброволець ЗСУ Сухіашвілі Тамаз. 18 січня в зоні бойових дій загинув солдат Геннадій Михайлов. Того ж дня у бою під Пісками загинули Олександр Данильченко й Владислав Остапенко; під ДАП — солдат Сергій Петров. 19 січня під час обстрілу терористами з БМ-21 ротного опорного пункту загинув сержант Богдан Садовський. 20 січня під Пісками зазнав смертельних поранень старший сержант Петро Яцків, в Донецькому аеропорту — старший солдат Олександр Олефір, солдат Андрій Купріянов. 24 січня під Пісками загинув солдат Василь Жук.
4 лютого 2015 — під Пісками загинув старший солдат Юліан Гунько. 7 лютого від поранень помер солдат Едуард Панченко, 12 лютого під Водяним загинув сержант Олександр Бойко. 27 лютого у бою за Піски загинув солдат Максим Саранча. 15 березня помер від поранень солдат Микола Задернюк. 31 березня через хворобу при демобілізації з військової частини помер солдат Дудченко Олег Іванович.
7 квітня у селищі Пісках загинув солдат 93-ї бригади Борис Мар'янович — підірвався на міні під час виконання бойового завдання. 13 квітня під час мінометного обстрілу загинув старший солдат Микола Грінченко, тоді ж поліг Олександр Кармільчик. 17 квітня від численних поранень, яких зазнав 13 квітня під Пісками в часі артилерійського обстрілу, помер старший солдат Сергій Белей. В ніч на 21 квітня поблизу селища Піски внаслідок обстрілу опорного пункту 120-мм мінами з боку російських збройних формувань полягли старший солдат Максим Єфімчук та доброволець батальйону «ОУН» Олег Пугачов, ще один військовик зазнав поранення. 26 квітня загинув в часі мінометного обстрілу ротного опорного пункту поблизу селища Піски старший сержант 93-ї бригади Володимир Андрющенко, того ж дня помер від поранень старший сержант Володимир Жарков.
29 квітня 2015 під Пісками на блокпосту від розриву снаряду в часі обстрілу загинув старший сержант 93-ї бригади Сергій Козир. 15 травня від захворювань, яких зазнав в зоні бойових дій, помер солдат Віталій Салогуб, того ж дня при виконанні бойового завдання під Новоселівкою Лиманського району загинув Станіслав Кучеровський. 28 травня від поранень, яких зазнав під Іловайськом, помер солдат Михайло Шматченко. 12 червня 2015 року в районі Донецького аеропорту під час виконання бойового завдання військовики 93-ї бригади їхали з села Водяне до селища Опитне (Ясинуватський район), близько 19:00 їх БТР підірвався на протитанковій міні, машина згоріла. Тоді загинули старший лейтенант Олександр Цисар, молодший лейтенант Олег Угринович та солдат Степан Загребельний, ще 5 бійців потрапили до шпиталю.
21 червня у районі Авдіївка — Опитне Ясинуватського району поблизу Донецького аеропорту під час виконання бойового завдання — під масованим обстрілом терористів вояки 93-ї бригади вирушили на бойове завдання: танк, стріляючи, перебив дріт, за допомогою якого солдати підтримували зв'язок. Сержант Віталій Козак разом з молодшим сержантом Ігорем Патуком пішли шукати розрив. Коли ще йшли по траншеях, то вдавалося рухатися приховано, а потім довелося ступати по самому дроті. В цей час ворожий снайпер поцілив у Віталія, куля влучила в сонну артерію, він загинув на місці. Сержант Патук поніс на собі мертве тіло побратима, як тут почав стріляти танк, поруч вибухнув снаряд. Ігорю Патуку знесло осколком півголови.
26 червня вранці під час організації зв'язку біля базового табору в селі Водяне Ясинуватського району загинули молодший сержант Олександр Овчаренко та старший солдат В'ячеслав Красько. 29 червня по дорозі в лікарню помер молодший сержант Стрикун Іван Григорович. 1 липня від смертельних поранень помер старшина Микола Давидов. 2 липня від ішемічної хвороби серця в шпиталі помер солдат Короленко Юрій Миколайович. 11 липня 2015 року зазнав осколкового поранення в серце під час мінометного обстрілу терористами ротного опорного пункту біля шахти «Бутівка» солдат Євген Поляков. 17 липня загинув на опорному пункті «Шахта» поблизу Авдіївки солдат Сергій Цімбота — під час мінометного обстрілу проросійськими терористами один зі снарядів влучив у бліндаж, відбулося руйнування перекриття; Сергій загинув під завалами, зазнавши поранення, не сумісні з життям.
24 липня 2015-го поблизу селища Піски Ясинуватського району внаслідок підриву військового автомобіля на фугасній міні загинули сержант Віталій Сапєгін, солдати Юрій Доронін та Василь Цуркан. 28 липня загинув поблизу Желанного під час виконання бойового завдання солдат 93-ї бригади Руслан Ігнатишин. 7 серпня на позиції «Шахта» під час мінометного обстрілу загинув солдат Гіоргі Барателі. 12 серпня під час обстрілу терористами з РСЗВ «Град» позицій українських військових поблизу селища Опитне Ясинуватського району загинув солдат Валерій Вітківський. 14 серпня зазнав смертельного поранення внаслідок обстрілу терористами з РСЗВ «Град» поблизу села Опитне солдат Петро Драчук. 19 серпня загинув під час виконання бойового завдання поблизу селища Опитне Ясинуватського району солдат Роман Якобчук. 24 серпня поблизу села Невельське Ясинуватського району автомобіль УАЗ, на якому група саперів поверталася після розмінування території, підірвався на виставленій терористами протитанковій міні; від отриманих поранень солдат Андрій Водзяновський помер на місці; в госпіталі від поранень помер старший лейтенант 93-ї бригади Василь Кашлаков. 23 серпня помер від гострої серцевої недостатності солдат Олег Фень. 26 серпня загинув поблизу села Желанне Ясинуватського району під час виконання військового обов'язку солдат Андрій Гесінг. 6 вересня помер від травм солдат Павло Мацишин.
12 жовтня загинув солдат Сергій Бетін — внаслідок ДТП через несправність вантажівки, на дорозі поблизу села Миколаївка Покровського району Донецької області. 30 жовтня 2015-го проросійські терористи з гранатометів та стрілецької зброї обстріляли позиції українських військ поблизу селища Піски Ясинуватського району. Двоє бійців зазнали поранень; Юрія Ямщикова у важкому стані везли до шпиталю, помер в дорозі. 14 листопада вдень група саперів з 14 чоловік виконувала завдання поблизу міста Авдіївка; у полі між українською позицією «Бутівка» та позицією терористів «Зеніт» останні відкрили вогонь зі 120-мм мінометів по БМП, що прикривала саперів, від вибухів здетонували міни. Старший сержант Віталій Благовісний загинув, ще 8 вояків зазнали поранень. 21 листопада загинув під час виконання завдання поблизу міста Селідове Донецької області солдат Валерій Марцинюк — від кульового поранення в груди, перебуваючи на позиції. 1 грудня загинув поблизу селища Піски Ясинуватського району, підірвавшись на «розтяжці» — закрив собою гранату, врятувавши життя трьох побратимів, солдат Сергій Мотиль. 9 грудня в другій частині дня поблизу селища Опитне Ясинуватського району під час переміщення між опорними пунктами на вибуховому пристрої підірвалась БМП-2, загинули двоє військовиків — Іраклій Кутелія та Олексій Болдирєв, 7 військових дістали поранень. 23 грудня 2015 року біля Пісків Ясинуватського району загинув солдат Кудрявцев Володимир Миколайович.

### 2016
18 квітня 2016 року під час несення служби помер солдат Малетич Дмитро Миколайович. 13 липня 2016 року під час виконання бойового завдання поблизу села Кримське (Новоайдарський район) підірвався на «розтяжці» молодший сержант Леонід Леонтюк. 15 липня помер від поранень у військовому шпиталі міста Харків. 18 липня увечері поблизу села Кримське (Новоайдарський район) під час патрулювання місцевості зі сторони нейтральної території група військовослужбовців 93-ї бригади була обстріляна силами терористів з гранатометів і кулеметів, після цього зав'язався бій, поранень зазнало 3 бійці. БМП-2, що виїхала на допомогу та для евакуації, підірвалася на замаскованій протитанковій міні. Володимир Цірик загинув при близькому вогневому контакті, тоді ж поліг солдат Роман Омельченко. Серед поранених — товариш та однокурсник Володимира, командир 7-ї роти Олександр Сак («Стафф»). 6 серпня під Кримським загинуло 3 бійці — молодші сержанти Дмитро Демуренко Тарас Кириченко й Євген Садовничий. 19 серпня при виконанні бойового завдання під селом Оріхове-Донецьке загинув молодший сержант Володимир Шевчук. 3 вересня під час несення служби внаслідок гострої серцево-судинної недостатності помер солдат Слободюк Ярослав Євгенович. 5 жовтня трагічно загинув в районі села Федорівка Бахмутського району майор Ємець Олексій Васильович. 31 жовтня внаслідок зупинки серця помер старший сержант Вашура Микола Васильович. 1 грудня 2016 року загинув під Голубівкою молодший сержант Лисенко Олег Ігорович.

### 2017
26 січня 2017 року близько 21:00 під час обстрілу з 82-мм мінометів околиць смт Новотошківське загинув солдат Непсов Сергій Олександрович. 11 лютого трагічно загинув солдат Коломієць Дмитро Володимирович. 15 лютого загинув під час бойового чергування від осколкових поранень голови в результаті мінометного обстрілу противником взводного опорного пункту поблизу села Кримське молодший сержант Фарісей Анатолій Олександрович. 15 березня під час несення служби в районі міста Лисичанська помер молодший сержант Стаценко Геннадій Анатолійович. 17 березня внаслідок підриву на саморобному вибуховому пристрої з «розтяжкою» поблизу села Кримське загинув солдат Кушнір Дмитро Анатолійович. Внаслідок нещасного випадку в районі с. Кримське (Новоайдарський район) 24 березня загинув молодший сержант Селін Іван Васильович. 7 червня у боях за Жолобок загинув вояк 93-ї бригади Лайков Володимир Михайлович. 12 червня на бойовому посту під Кримським загинув солдат Кириченко Ілля Олександрович. 16 червня спостережний пост українських захисників поблизу смт Новотошківське був обстріляний ворожим снайпером з напрямку окупованого селища Голубівського. Старший солдат Мочернюк Михайло Васильович дістав смертельне поранення. 28 червня під час виконання бойового завдання поблизу села Кримське загинув молодщий сержант Федорін Юрій Петрович. 20 липня 2017 року зазнав важкого поранення внаслідок вибуху в час танкових змагань на полігоні у смт. Черкаське Юрій Вікторович Тищенко.

### 2018
17 січня 2018 року загинув увечері від кульового поранення під час обстрілу зі стрілецької зброї поблизу села Гранітне (Волноваський район) старший сержант 93-ї бригади Чопенко Олександр Анатолійович. Початок лютого, Рибальченко Олександр Миколайович, поблизу Маріуполя. 11 березня трагічно загинув поблизу смт. Новотроїцьке (Волноваський район) молодший сержант Кауров Олександр Олександрович. 26 березня трагічно загинув солдат Прокопчук Сергій. 30 березня загинув під час виконання бойового завдання поблизу села Старогнатівка (Волноваський район) солдат Максимов Віктор Олександрович. 16 травня загинув поблизу села Богданівка (Волноваський район) — від кулі снайпера у серце — солдат Гундер Сергій Михайлович.
27 червня 2018 року під селом Богданівка Донецької області загинули солдати Дмитро Петрушенко та Володимир Дьяченко, того ж дня поліг Олександр Холін. 28 червня біля Донецької фільтрувальної станції загинув солдат Гусейнов Владислав Тофікович. 2 липня від поранень помер солдат Федоров Едуард Юрійович.

### 2019
8 лютого 2019 року загинув військовик Ігор Наконечний-«Замок».
8 березня 2019 після обстрілу позиції ЗСУ під Авдіївкою від осколкового поранення загинув Микола Неживий з позивним Механік. Був родом з Хмельницької області. 20 березня під час виїзду на бойове завдання із придушення ворожого вогню, в районі міста Авдіївка на міні підірвалась бойова машина бригади. Старший солдат Валах Сергій Вадимович прийняв на себе головний удар від вибуху, зазнав тотальних опіків 4-го ступеня, не сумісних з життям. Ще двоє бійців отримали опіки (40 % і 5 % тіла) та були доставлені до лікарні. 21 березня в пообідню пору противник розпочав обстріл в районі промзони Авдіївки з великокаліберних кулеметів та стрілецької зброї із метою проведення розвідки боєм та прикриття висування вогневої групи. Максим Сирін, в якого закінчилося чергування, залишився, щоб допомогти побратимам, та відійшов на позиції взводного опорного пункту. Він відкрив вогонь у відповідь, чим притиснув ворожу групу до землі та змусив противника відступити. В ході стрілецького бою зазнав наскрізного поранення голови, від якого помер у лікарні. 31 березня у свій день народження помер під час несення служби в бліндажі на позиції «Зеніт» молодший сержант Кравченко Дмитро Олександрович.
12 квітня 2019 року загинув старший сержант Ігор Ігнатенко. З метою виявлення системи вогню батальйонного району оборони окремої механізованої бригади, яка виконує бойові завдання на підступах до міста Авдіївка, надвечір ворог відкрив вогонь з великокаліберних кулеметів стрілецької зброї по одному зі взводних опорних пунктів. Водночас, для зайняття більш вигідного положення в смузі забезпечення, група ворожої піхоти під прикриттям вогню приховано висунулась в сторону позицій ЗСУ. Номер обслуги гранатометного взводу старший сержант Ігор Ігнатенко разом із товаришами вчасно помітив переміщення противника та відкрив по ворогу вогонь, заблокувавши його у кількох сотнях метрів від наших позицій. Для розблокування своєї піхоти та прикриття відступу противник посилив обстріл, застосувавши міномети калібру 82 мм. Одна з мінометних мін вибухнула поблизу позиції, де перебував Ігор, завдавши йому поранень, не сумісних із життям
19 травня 2019-го помер у госпіталі Дніпра від ускладнень хвороби молодший сержант Федоров Андрій Миколайович. 3 червня року помер від серцевої недосттності прапорщик Михайленко Юрій Іванович. 22 грудня 2019 року загинув від кульового поранення під час перестрілки з проросійськими найманцями солдат Соловйов Герман Ігорович.

### 2020
5 січня 2020 року у вечірню пору загинув поблизу села Кримське (Новоайдарський район) від кулі снайпера — зазнав поранення у голову під час обстрілу з боку окупованого Жолобка — старший солдат Рацун Сергій Петрович.
1 лютого 2020 року, в районі смт Новотошківське Луганської області, загинула від наскрізного уламкового ураження грудини, під час доставки медикаментів на бойові позиції бригади, сержант Ситник Клавдія Володимирівна, старший бойовий медик механізованої роти.
27 лютого 2020 року, в районі смт Новотошківське Луганської області, загинув від кульового ураження ворожим снайпером в голову, під час порятунку пораненого побратима, молодший сержант Федченко Володимир Миколайович, головний сержант взводу.
6 березня, під Кримським на Луганщині внаслідок підриву БМП-2 загинув лейтенант Фірсов Дмитро Борисович, 40-річний донеччанин, командир взводу із 93 бригади Холодний Яр.
9 квітня на позиціях біля Бахмутської траси загинув солдат Олексій Купріков із позивним «Лєший», механік-водій механізованого батальйону. Він помер внаслідок ворожого обстрілу позицій 93-ї бригади з гранатометів.
12 квітня під Кримським загинув солдат 93 бригади Холодний Яр Леонід Скакуненко із позивним «Барон» із Дніпропетровщини. Він поліг внаслідок ворожого обстрілу позицій холодноярців з гранатомета.
28 квітня 2020 року на позиціях біля Бахмутської траси загинув на бойовому посту від уламкового поранення в шию під час артилерійського обстрілу солдат Лісін Олексій Васильович, водій кулеметного взводу.
Сафонов Євген Миколайович — 21 травня загинув вранці поблизу села Кримське (Новоайдарський район) — внаслідок влучання міни 120-мм калібру у військову вантажівку Урал-375.

### 2021
- 6 травня 2021 — Товчигречка Дмитро Іванович, старший сержант.[45]
- 4 липня 2021; капітан Письменний Юрій Васильович
- 5 липня 2021; майор Бродовський Богдан Віталійович
- 26 жовтня 2021 — Георгій Халіков, майстер-сержант. Загинув внаслідок обстрілу з гаубиць Д-30 під Гранітним.[46]
- 12 листопада 2021 — Федосєєв Вадим Вікторович, майстер-сержант.
- 1 грудня 2021 — Геровкін Валерій Євгенович, солдат.

### 2022
- 9 червня 2022 — Ратушний Роман Тарасович. Загинув неподалік міста Ізюм.
- 15 квітня 2022 — Єгоров Володимир Миколайович. Загинув біля с. Нова Дмитрівка, Ізюмський район, Харківська область.
- 14 липня 2022 — Лєщєнков Іван Геннадійович («Фанат»). Загинув у селі Дібрівне Ізюмського району на Харківщині.[47]

### 2023
- 25 січня 2023 — Бабич Роман Васильович («Диск»), лейтенант, інструктор і бойовий медик. Загинув на Бахмутському напрямку.[48]
- 28 січня 2024 — Токарев Олександр. 39 років, с. Іванівка, Сєвєродонецький район[49]
- 18 лютого 2023 — Реуцький Михайло Іванович, командир роти, Герой України.
- 5 березня 2023 — Кобець Віталій («Тяпа»), старший лейтенант, командир танкового взводу. Танк уражений дроном, весь екіпаж загинув.[50][51][52]
- 5 березня 2023 — Мельник Андрій, водій-механік танку. 21 рік.[53][52]
- 5 березня 2023 — Леонтьєв Сергій, навідник танку.[53][52]
- 10 березня 2023 — Бабич Володимир Олександрович. Загинув внаслідок артилерійського обстрілу на околицях Бахмута.[54][55]
- 2 квітня 2023 — Биков Анатолій Миколайович («Тихий»). 8.11.1989. Загинув при обороні міста Бахмут.[56]
- 13 квітня 2023 — Микитишин Володимир. 42 роки, м. Львів. Загинув в Бахмуті.[57]
- 23 квітня 2023 — Дорошенко Олег («Дом»). Загинув обороняючи місто Бахмут.[58]
- 23 червня 2023 — Перевертайло Валентин Олександрович («Берил»), капітан, командир 3-ї самохідної артилерійської батареї. 14.06.1996, селище Зачепилівка. Загинув поблизу Часового Яру.[59][60]
- 22 вересня 2023 — Перепелиця Руслан Миколайович, молодший сержант.[61]
- 29 вересня 2023 — Ситник Андрій, старший солдат. Поранений 28 серпня біля селища Дорожнє Донецької області, помер в лікарні міста Добропілля.[62]
- 25 жовтня 2023 — Щербак Сергій Володимирович, солдат, номер обслуги кулеметного взводу. Загинув поблизу населеного пункту Кліщіївка, Бахмутського району Донецької області.[63]
- 26 жовтня 2023 - Олег Якубець, 31 рік. Сапер інженерно-саперного відділення. Загинув на Донеччині[64].
- 19 листопада 2023 — Лопушанський Олександр Олександрович, майор.[65]
- 5 грудня 2023 — Бєлоус Андрій Анатолійович, старший солдат.[66]

### 2024
- 9 травня 2024 — Алєксєєчкін Артур Анатолійович («Капа»), молодший сержант. 1985, м. Дніпро. Загинув на дорозі до позицій біля Бахмута.[59][67]
- 7 липня 2024 — Степанець Андрій («Сябр»). 12.12.1997. Загинув поблизу Кліщіївки на Донеччині.[68][69]
- 7 липня 2024 — Кузів Максим Петрович («Залізняк»). 31.12.1999. Загинув поблизу Кліщіївки на Донеччині.[69]
- 10 серпня 2024 — Павлишинець Руслан. 41 рік.[70]
- 29 серпня 2024 — Корецький Артем. Загинув поблизу н.п. Біла Гора Донецької області.[71]
- 30 вересня 2024 — Рисований Вячеслав. Загинув поблизу Мирнограда на Донеччині.[72]

### 2025
- 13 квітня 2025 - старший солдат Олександр Фролов (53 роки). Помер у лікарні в Харкові на лікуванні після тяжкого поранення[73].
- 26 червня 2025 - Олег Красатюк, оператор БпЛА у підрозділі “Corvus”. Загинув поблизу населеного пункту Костянтинівка Краматорського району Донецької області[74].
- 1 серпня 2025 - Олег Яловий, 27 років. Помер від отриманих поранень поблизу Білої Гори на Донеччині[75].